# بير لاحس (رداع)

تعديل مصدري - تعديل

حارة بير لاحس هي إحدى حارات مدينة رداع أحد مدن محافظة البيضاء، بلغ تعداد سكانها 97 نسمة حسب تعداد اليمن لعام 2004.